# Wetenschap in de middeleeuwse islamitische wereld
Wetenschap in de middeleeuwse islamitische wereld is de wetenschap die ontwikkeld en beoefend werd in het islamitische gouden tijdperk (circa 750 tot 1258). In de eeuwen na het ontstaan van de islam vertaalden islamitische wetenschappers veel Iraanse, Perzische, Indische, Assyrische en voornamelijk Griekse kennis in het Arabisch. Deze vertalingen vormden een vruchtbare bodem voor wetenschappelijke vorderingen in de Middeleeuwen door geleerden uit alle delen van de islamitische wereld.

## De kristallisatie van het islamitisch denken
De islamitische religie werd gesticht tijdens het leven van de profeet Mohammed. Na diens dood in 632 breidde de islam zich snel uit onder leiding van islamitische heersers die kaliefs werden genoemd. Tijdens het kalifaat van de Omajjaden begon men met het consolideren van het enorme veroverde gebied, dat zich nu uitspreidde van Afghanistan tot het Iberisch schiereiland. Onder het rijk was een veelvoud aan culturen en geloven verzameld.
In 749 werd het kalifaat van de Omajjaden omver geworpen en vervangen door het kalifaat van de Abbasiden. Dit kalifaat bracht een lange periode van rust in het rijk. Stabiele politieke structuren werden gevestigd en de handel bloeide. In China was sprake van een commerciële revolutie en de handelsroutes tussen de islamitische gebieden en China bloeiden zowel over land als over zee.
Met het einde van de Arabische veroveringen kwam er een eind aan een periode van oorlog en de culturele verdeeldheid maakte langzaam maar zeker plaats voor een nieuwe beschaving waarin het Arabisch de taal van de handel, het bestuur en cultuur werd.
In deze periode werden de grote religieuze en culturele werken die afkomstig waren uit de nu islamitische gebieden vertaald. De bevolking begon Arabisch te begrijpen en te spreken en nam de islam aan als religie.
Het culturele erfgoed van het gebied omvatte sterke hellenistische, Indische, Assyrische en Perzische invloeden. De Griekse intellectuele tradities werden herkend, vertaald en uitgebreid bestudeerd. Door dit proces kreeg de bevolking van de islamitische wereld toegang tot alle belangrijke werken van alle culturen die het rijk omvatte. Een tijdperk van hoge cultuur en vernieuwing volgde, waarin deze diverse invloeden hun plaats kregen. De islamitische wetenschappen ontstonden uit een assimilatie van uitheems materiaal en een vermenging van de ongelijksoortige elementen van dat materiaal. Uit deze samensmelting kwam een wetenschap voort met islamitische karakteristieken.

## Astronomie
De Britse historicus Donald Hill heeft de ontwikkeling van islamitische astronomie in vier periodes opgedeeld:
De eerste periode, van 700 tot 825, is die van assimilatie en versmelting van eerdere Hellenistische, Indische en Sassanidische astronomie. Van innovatie is nog geen sprake.
De daarop volgende periode loopt van 825 tot 1025. Kenmerkend is het energieke onderzoek dat financieel gesteund werd door de kaliefs. De superioriteit van het Ptolemaeïsche geocentrische systeem werd aanvaard, maar er werd veel aan toegevoegd. Het eerste grote islamitische werk over astronomie was 'Zij al-Sindhind van de hand van al-Khwarizmi in 830. Het werk bevat tabellen die de bewegingen beschrijven van de zon, de maan en de toentertijd vijf bekende planeten. Van belang is dat dit werk Ptolemaeïsche concepten introduceerde in de islamitische wetenschappen. Het is ook een keerpunt omdat dit het eerste werk is dat te werk gaat met nontraditionele werkmethoden en berekeningen.

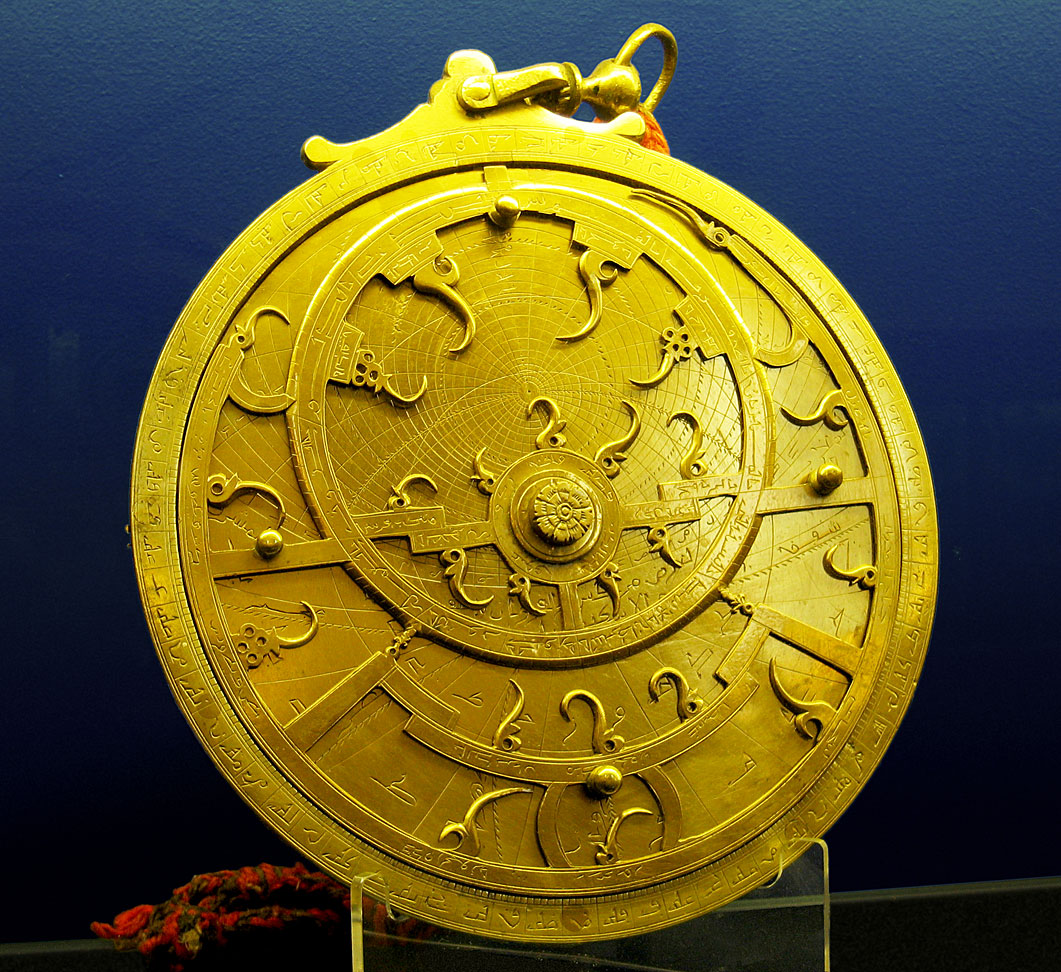
Een achttiende-eeuws Perzisch Astrolabium, bewaard in het Whipple Museum of the History of Science in Cambridge, Engeland.

Tussen 1025 en 1450 kwam een kenmerkend islamitisch astronomisch systeem tot bloei. De periode ving aan toen geleerden vraagtekens begonnen te plaatsen bij het raamwerk van het Ptolemaeïsche systeem. De kritiek bleef echter wel binnen het geocentrische raamwerk; een historicus heeft dit beschreven als "een hervormingsproject met de bedoeling om Ptolemaeïsche astronomie te consolideren door het in overeenstemming te brengen met haar eigen principes".
De laatste periode die Hill herkent loopt van 1450 tot 1900. Stagnatie is het belangrijkste kenmerk van deze periode. Het traditionele systeem van astronomie blijft gehandhaafd en wordt enthousiast beoefend, maar er is weinig of geen innovatie van betekenis.
De maan en de zon zijn altijd van groot belang geweest: aan de hand van de maan bepaalde men het begin en het einde van de maanden in hun maankalender (een kalender die gebaseerd is op de cyclus van de schijngestalten van de maan). Aan de hand van de zon konden ze de tijden voor het vasten en gebed berekenen en ook de richting van de Ka'aba in Mekka bepalen.
Onze kennis van de instrumenten die de islamitische sterrenkundigen gebruikten, komt voornamelijk uit twee bronnen: de overgebleven instrumenten in private collecties en musea van vandaag en de verhandelingen en manuscripten die bewaard zijn gebleven. Ons bekende instrumenten zijn bijvoorbeeld het astrolabium: een gradenboog verdeeld in vier kwadranten van een aantal graden. Door de nullijn gelijk te leggen met de horizon kan men de hoogte van de hemellichamen in graden aflezen.

## Geneeskunde
Bij hun verovering van het Midden-Oosten, kwamen de moslims in aanraking met de hellenistische cultuur, en ook met de geneeskunde van een Hellenistisch Romein als Galenus (130-200). De moslims bouwden verder op de kennis van Grieken en Romeinen en kregen zo een grote kennis van ziektes.
Al-Razi (Latijn: Rhazes) (850-923) was een bekende geneeskundige die een boek schreef over het behoud van gezondheid dat hij ‘spirituele genezing’ noemde. Daarin raadde hij aan om met mate te eten en drinken en angst en woede te vermijden. Hij was een goed en zachtmoedig mens. Hij werd blind doordat iemand hem met een zweep in de ogen sloeg, toen hij geen goud bleek te kunnen maken.
Ibn Sina, (980-1037) Latijnse vertaling: Avicenna heeft een medische encyclopedie geschreven, de Canon van de geneeskunde, die gedurende eeuwen grote invloed had op de geneeskunde in Europa. Ibn Sina was ook op andere gebieden actief, onder meer de filosofie.
Ibn al-Nafis (1210-1280) beschrijft de kleine bloedsomloop al, maar dit werd niet opgemerkt.
De islam hecht belang aan lichamelijke gezondheid en reinheid van de mens: deze moet zich vijfmaal per dag wassen voor het gebed, minstens een keer per dag hun tanden poetsen, regelmatig het hele lichaam wassen en minstens een keer per week schone kleren dragen.

## Wiskunde
De moslimas vertaalden en bestudeerden de wiskundige Griekse en Indische geschriften. Al-Chwarizmi bedacht de term algebra voor tak in de wiskunde die zich bezighoudt met grootheden. In het Arabisch luidt dit woord Al-Djabr, en betekent het hereniging, verbinding of vervollediging. De getallen worden voorgesteld door letters en berekend door tal van regels. Van de naam Al-Chwarizmi is door verbastering het woord algoritme afgeleid.
Anderen noteerden de getallen zoals de Indiërs en verspreidden dit gebruik over de hele wereld. Men noemde deze getallen de Arabische cijfers. Vele wiskundigen die moslim waren blonken uit in meetkunde. India heeft een heel lange wiskundige traditie en het getalsysteem van de Hindoes is een heel belangrijke bijdrage aan de wereldcultuur. Het werd tijdens de Middeleeuwen langzamerhand in West-Europa ingevoerd, raakte echt in zwang nadat de Italiaanse wiskundige Fibonacci in 1202 zijn boek Liber Abaci had gepubliceerd en werd daarna gedurende de Renaissance wijdverbreid overgenomen. Europeanen kwamen via Arabieren het Indische getalsysteem te weten, daarom wordt het in Europa abusievelijk het Arabische getalsysteem wordt genoemd. Het was in meerdere opzichten superieur aan het Romeinse getalsysteem, eentje daarvan is het revolutionaire concept nul.

## Aardrijkskunde
Arabische moslims waren vanouds vaak nomaden en bedoeïenen, die waren gewend om lange afstanden met kamelen, paarden, spannen en schepen te overbruggen om bestuurlijke, militaire en economische redenen. Dat houdt onder andere in dat ze die reizen moesten maken voor de handel en om hun religie te verspreiden.
De grootte van het islamitische rijk stelde de ontdekkingsreizigers als Ibn Battuta in staat om veel informatie te verzamelen. Zo konden de reizigers hun reiservaringen in boeken opschrijven.

## Alchemie
Het woord alchemie is afgeleid van het Arabische woord alkimia (de chemie). Dankzij de islamitische vertalingen zijn heel wat antieke geschriften over alchemie overgeleverd. Een van de belangrijkste alchemisten was Jabir ibn Hayyan uit de 8e eeuw. Het verschil met vroegere alchemisten was dat Jabir experimenten uitvoerde. Hij wordt beschouwd als de vader van de scheikunde. Ook de moslims zochten als vele andere volkeren naar de steen der wijzen. De steen der wijzen zou volgens de legende in staat zijn om gewone metalen in goud te veranderen. Alchemisten voerden tevergeefs proeven uit om deze steen te maken. Daarnaast vonden ze toch parfums, geneesmiddelen enzovoorts uit. Zo ontwikkelde Jabir ibn Hayyan vele technieken zoals destillatie, verdamping en filtratie, die het mogelijk maakten de geuren van planten in dampvorm te verzamelen en te bewaren in water of olie.

## Verval
Na circa 1200 liep de bloei van de Arabisch-islamitische beschaving op zijn einde en raakte ook de islamitische wetenschap in verval. De kruistochten in de 11e en 12e eeuw hadden de islamitische wereld al onder druk gezet, maar de grootste bedreiging kwam uit het oosten tijdens de 13e eeuw: het Mongoolse Rijk. Onder leiding van Dzjengis Khan veroverden de Mongolen grote delen van de islamitische wereld. Hulagu’s belegering en vernietiging van Bagdad in 1258 wordt gezien als het einde van het gouden tijdperk van de islamitische wereld. Latere Mongoolse leiders en veroveraars verwoestten nog meer steden, waarbij veel bibliotheken en madrassa’s verloren gingen.

## Historiografische visies
Onder historici is er verdeeldheid over de invloed, het belang en de verwervingen van de islamitische wetenschap in de middeleeuwen:
- De traditionele visie, gehouden door bijvoorbeeld Bertrand Russell,[11] stelt dat de islamitische wetenschap op vele technische vlakken bewonderenswaardig was, maar toch de intellectuele energie ontbeerde voor werkelijke innovatie. Derhalve lag het belang van deze wetenschap vooral in het behouden van klassieke kennis en het doorgeven daarvan aan middeleeuws Europa.
- De revisionistische visie, uitgedragen door Abdus Salam,[12] George Saliba en John M. Hobson stelt dat een islamitische wetenschappelijke revolutie plaatsvond in de middeleeuwen.[13]
- Wetenschappers als Donald Routledge Hill en Ahmad y Hassan zijn van mening dat de islam de drijvende kracht was achter de mohammedaanse prestaties.[14]
- Volgens Ahmad Dallal werd in de middeleeuwse islamitische wereld wetenschap beoefend "op een schaal die ongekend was in de voorafgaande menselijke geschiedenis en zelfs in onze tijd.[15]
- Toby E. Huff[16] stelt echter dat de islamitische wetenschap, ondanks dat het een aantal innovaties voortbracht, niet heeft geleid tot de latere wetenschappelijke revolutie.
- Will Durant[17] en Fielding H. Garrison[18] oordeelden ten slotte dat de islamitische geleerden de basis gelegd hebben voor een experimentele wetenschap met hun bijdragen aan de wetenschappelijke methode en door hun empirische, experimentele en kwantitatieve benadering van wetenschappelijk onderzoek.

## Belang voor het Westen
Vooral geschriften uit de hellenistische cultuur werden vertaald, waardoor dus een groot deel van de wetenschap van de oudheid in de islamitische cultuur werd opgenomen. Tegen het einde van de negende eeuw waren er Arabische vertalingen gemaakt van werken uit de Griekse geneeskunde, wiskunde, astronomie en astrologie, die samen met de grote filosofische werken van Plato en vooral Aristoteles werden (deels) opgenomen in de islamitische wereld.
De Reconquista in Spanje en Portugal verdreef geleidelijk de Moren ten zuiden van de Pyreneeën, en onder de achtergelaten schatten waren Arabische vertalingen van Griekse werken van wetenschap en filosofie. Nadat in 1085 de stad Toledo in handen van de christenen was gevallen, begonnen monniken al snel met het in het Latijn vertalen van oude werken. Zo kwam tegen het einde van de 12e eeuw een groot deel van het oude erfgoed weer ter beschikking van het Latijnse Westen. Overigens werden ook voor die tijd door Europese monniken vertalingen gemaakt uit het Grieks naar het Latijn, maar op kleinere schaal.